# Будилов, Иван Александрович
Иван Александрович Будилов (1926—2014) — советский передовик производства, слесарь-наладчик Красноярского химического комбината «Енисей» Министерства машиностроения СССР. Герой Социалистического Труда (1971).

## Биография
Родился 5 декабря 1926 года в селе Донское, Владивостокского округа Дальневосточного края в русской семье горняка.
Вскоре семья И. А. Будилова переехала в Сибирь, в город Артёмовск Курагинского района Красноярского края, в 30-е годы умерла мать. В 1942 году во время Великой Отечественной войны его отец добровольцем ушёл в действующую армию на  фронт и во время боёв под Москвой пропал без вести.
С 1941 по 1944 годы в период Великой Отечественной войны каждое лето И. А. Будилов работал в совхозе. С 1944 года  после окончания фабрично-заводского училища, начал работать в Артёмовских центральных механических мастерских.
С 1947 года по настоянию родственников переехал в город Красноярск и начал работать слесарем Красноярского химического комбината Министерства машиностроения СССР. И. А. Будилов был высококвалифицированным специалистом в той области которой занимался, всегда содержал своё оборудование и технику в отличном состоянии, выполнял и перевыполнял взятые на себя обязательства, вносил рационализаторские предложения, которые были реализованы в процессе работы. И это было не смотря на то, что, оборудование и техника послевоенных лет было не удобное и малоэффективное по продуктивности своей деятельности.
24 октября 1952 года  Указом Президиума Верховного Совета СССР «за выдающиеся трудовые достижения и перевыполнение плана»  Иван Александрович Будилов был награждён Медалью «За трудовое отличие».
26 апреля 1971 года  Указом Президиума Верховного Совета СССР «за выдающиеся заслуги в выполнении заданий пятилетнего плана 1966—1970 годов»  Иван Александрович Будилов был удостоен звания Героя Социалистического Труда с вручением Ордена Ленина и золотой медали «Серп и Молот».
В 2004 году после пятидесяти лет работы на Красноярском химическом комбинате, в возрасте семидесяти девяти лет  Иван Александрович Будилов вышел на заслуженный отдых, проживал в городе Красноярске.
Умер 17 июля 2014 года в городе Красноярске.

## Награды
- Медаль «Серп и Молот» (26.04.1971)
- Орден Ленина (26.04.1971)
- Медаль «За трудовое отличие» (24.10.1952)
- Медаль «В ознаменование 100-летия со дня рождения Владимира Ильича Ленина»